# موسیقی آمریکای لاتین
موسیقی آمریکای لاتین (به انگلیسی: Latin American music) مجموعه‌ای از ریتم‌ها و ملودی‌ها و سبک‌های موسیقی است که در کشورهای آمریکای لاتین رواج دارد. برخی از مشهورترین این‌ها رومبا و تانگو و سالسا و بوسا نوا است.
این نوع موسیقی در سال‌های حکومت استعمارگران اسپانیایی و پرتقالی در قاره آمریکا شکل گرفته و متأثر از موسیقی این دو کشور و نیز ریتم‌های محلی و آفریقایی است.